# Sentia Secunda
Sentia Secunda war eine antike römische Glasmacherin. Sie wirkte wohl im 2. Jahrhundert in Aquileia. Sentia Secunda ist eine der wenigen bekannten weiblichen Glasproduzenten der Antike.

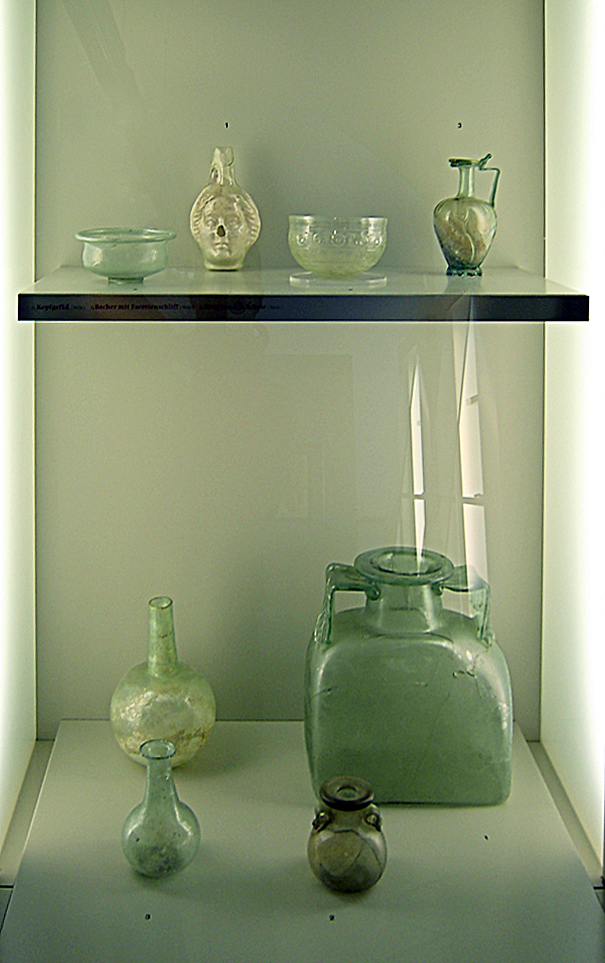
Unten hinten rechts die Flasche der Sentia Secunda aus Brandgrab 99a in Linz

Sie ist seit 1926, als zwei rechteckige Doppelhenkelflaschen der Form Isings 90 in zwei Brandgräbern in Linz (dem antiken Lentia) gefunden wurden, bekannt. Nach den Inschriften am Flaschenboden war Sentia Secunda die Produzentin der Flaschen und hatte diese in Aquileia gefertigt (lateinisch SENTIA SE/CVNDA FA/CIT AQ(uileiae) VITR(a)). Signaturen auf Glaswaren sind nicht ungewöhnlich, auch wenn sie selten derart aussagekräftig sind. Bekannt sind etwa 130 Namen von Personen im Glas produzierenden Gewerbe. Überaus ungewöhnlich indes ist die zusätzliche Nennung des Produktionsortes zum Namen, was wohl als werbendes Argument für potentielle Käufer zu verstehen ist. Einmalig ist sogar, dass die Ortsangabe hier sicher mit dem Produktionsort identisch ist und nicht wie bei den übrigen Ortsangaben, etwa von Ennion, auch den Herkunftsort der Handwerker bezeichnen kann. 2004 wurde in Ribnica in Slowenien ein weiteres Bodenfragment einer Flasche gefunden; die nur in Teilen erhaltene Signatur entspricht der von Sentia Secunda schon bekannten. Trotz der klaren Benennung als Herstellerin der Gläser wurde Sentia Secunda in der älteren Forschung nicht als Produzentin, sondern als Hüttenbesitzerin angesehen. Noch zu Beginn der 2000er Jahre führte sie Axel von Saldern in seinem Band zum antiken Glas in dieser Weise im Rahmen des Handbuchs der Archäologie, während sich sonst die Ansicht einer selbst tätigen Handwerkerin schon durchgesetzt hatte.
Dem Namen nach zu urteilen, gehörte Sentia Secunda zur Gens der Sentier, einem Familienverband, der in Phönizien beheimatet war und offenbar nach Italien expandierte. Mundgeblasenes Glas hatte zunächst ein Produktionszentrum in Phönizien. Es ist möglich, dass ein Teil der Familie nach Italien ging, um dort die Produktion von Glas nach „sidonischer Art“ einzuführen.
Über die Inschriften hinausgehende Informationen zu Sentia Secunda sind nicht bekannt, die Lokalisierung etwa der Glashütte in Aquileia ist bislang nicht gelungen. Auch eine genauere Datierung der Gläser ist bislang nicht möglich. Trotz der wenigen Informationen ist Sentia Secunda mehrfach Projektionsfläche für Rekonstruktionsversuche der Lebensgeschichten römischer Handwerkerinnen geworden. So ließ etwa Karl Plepelits in seinem Buch Römische Ferien oder mit der Zeitmaschine in die Römerzeit auch Sentia Secunda eine tragende Rolle in einer fiktiven Geschichte spielen, während das Archäologische Nationalmuseum Aquileia ebenfalls auf seiner Webseite eine fiktive Autobiografie von ihr präsentiert.
Bei den drei bekannten Stücken mit der Signatur Sentia Secundas handelt es sich um:
- rechteckige Doppelhenkelflasche der Form Isings 90, fast vollständig in vielen Bruchstücken erhalten und wieder zusammengesetzt; gefunden 1926 im Brandgrab 99a in Linz (Lentia), Österreich, heute im Oberösterreichischen Landesmuseen in Linz; Inschrift (ergänzt): lateinisch SENTIA SE/CVNDA FA/CIT AQ(uileiae) VITR(a), Sentia Secunda macht Glas in Aquileia.[5]
- rechteckige Doppelhenkelflasche der Form Isings 90, fast vollständig in vielen Bruchstücken erhalten und wieder zusammengesetzt; gefunden 1926 im Brandgrab 99c in Linz (Lentia), Österreich, heute im Oberösterreichischen Landesmuseen in Linz; Inschrift: lateinisch SENTIA SECVNDA / FACIT AQVILEIAE, Sentia Secunda macht (es) in Aquileia.
- Bodenfragment; gefunden 2004 in Ribnica, Slowenien; fragmentierte Inschrift (ergänzt): lateinisch CIT AQ(uileiae) / CVND.[6]